# Tioga (Dakota Północna)
Tioga – miasto w Stanach Zjednoczonych, w stanie Dakota Północna, w hrabstwie Williams.